# 冥王星日食

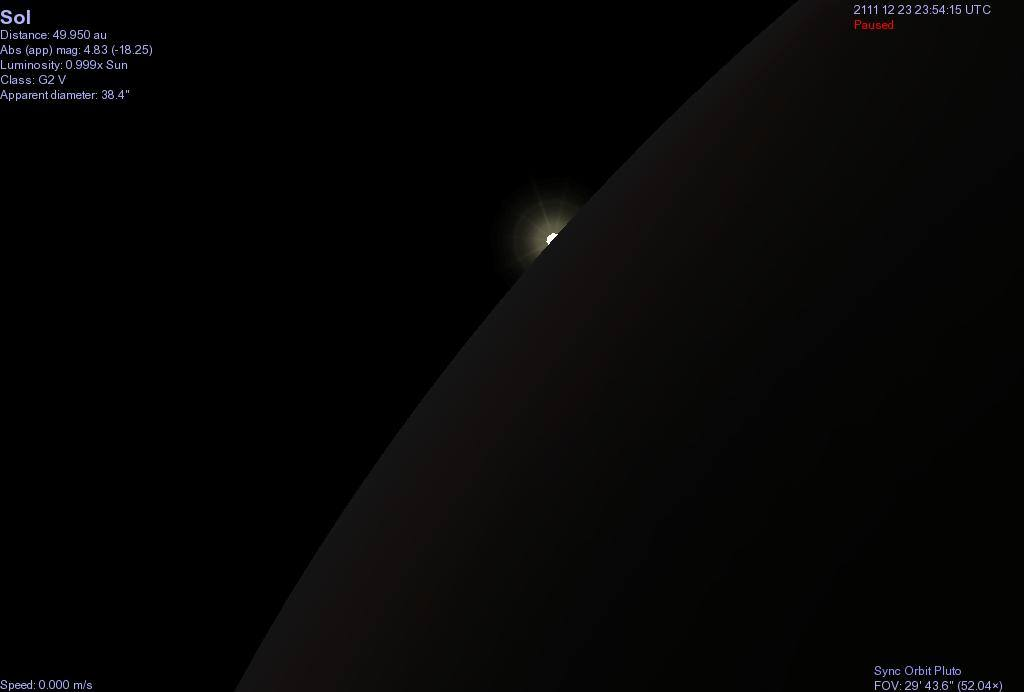
在2111年12月23日发生的冥王星日全食中，太阳消失在冥卫一查戎的背后（电脑模拟）。

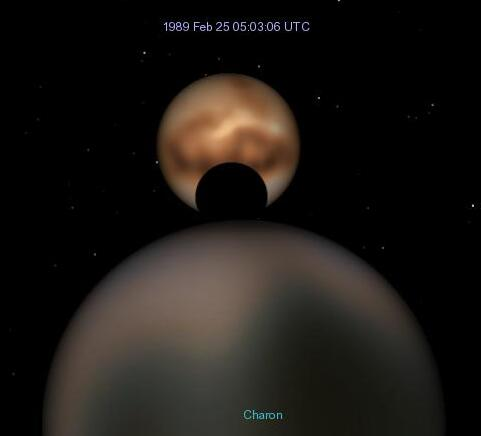
1989年2月25日的日食中，查戎的阴影投射在冥王星上（天文软件Celestia模拟）。

冥王星上的日食是由于其五个天然卫星（冥卫一、冥卫二、冥卫三、冥卫四和冥卫五）之一位于太阳和冥王星的连线之间，从而挡住射向冥王星表面的太阳光。

## 发生可能
冥王星上的日食只可能发生在其卫星位于其轨道与冥王星的黄道交点处，此时从冥王星上看起来其卫星的位置正好与太阳的位置在一条直线上。由于冥王星的三颗卫星轨道都在同一平面上，这三颗卫星产生食的概率都相同。由于冥王星极大的轴倾角，冥王星日食只可能发生在冥王星轨道的两个点上，即远日点和近日点的中点。
从冥王星表面看，冥卫一查戎的角直径约4度，而太阳看起来则小多了，只有40弧秒到1弧分。冥卫一的大小远能保证大部分的冥王星表面能经历日全食。由于潮汐锁定的影响，冥王星总是以同一面对着冥卫一，所以只有面对冥卫一的这个半球才能经历因冥卫一引起的日全食。
由于冥王星的两颗小卫星冥卫二和冥卫三的直径仍然很不确定，因此其从冥王星上看到的视直径也不确定。但是科学家知道冥卫二的角直径在3–9弧分之间，而冥卫三则为2–7弧分之间。这个大小仍然比太阳的视直径要大的多，因此这两颗卫星也能引起冥王星的日全食。

## 发生周期
历史上观测到的冥王星日食周期在1985年2月和1990年10月之间。从地球上看，冥卫一在这期间每次绕行都会掩食冥王星。通过测量这些掩食事件中的亮度变化，天文学家可以计算出冥王星和冥卫一的半径。现在，天文望远镜有直接测量其半径的高分辨率。
下一次冥王星日食周期开始于2103年10月，在2110年达到顶峰，并在2117年1月结束。在这期间，冥卫一每次绕行都会使冥王星上某些地点发生日食。该周期内，从冥王星上看到的冥卫一产生的日食最长持续90分钟。